# Hàssan Paixà (governador de Bagdad)
Hàssan Paixà (1657-1723) fou governador (wali) otomà de l'eyalat de Bagdad, d'origen georgià. Era fill d'un oficial militar del sultà Murat IV i va fundar una dinastia de governadors mamelucs de Bagdad que va governar el territori fins al 1831.
Després d'una carrera brillant va esdevenir governador successivament de Konya, Alep, Urfa i el Diyarbekir. Fou nomenat governador de Bagdad per primer cop el 1696 i va ocupar el càrrec dos anys (fou un personatge diferent del Hàssan Paixà que va governar a Bagdad del 1689 al 1691). El 1704 va tornar al govern de Bagdad on es va destacar per la seva pietat, justícia i fermesa. Amb freqüents expedicions militars va sotmetre les turbulentes tribus àrabs i kurdes a les que va imedir els atacs i saquejos; en general va fer respectar la llei i l'orde i no va afavorir la corrupció entre els funcionaris.
El 1723 va esclatar la guerra amb Pèrsia. Hàssan va dirigir les operacions militars i va envair Pèrsia. Va morir a la primavera, quan era a Kermansah. El va succeir el seu fill Àhmad Paixà ibn Hassan (1723-1734), que va conquerir Hamadan.